# Cattedrale di Gerona
La cattedrale di Santa Maria di Gerona è una chiesa cattolica, sede del vescovado della città omonima. 

## Storia e Descrizione
La costruzione dell'attuale cattedrale, edificata nel punto più elevato della città dove si ergeva anticamente una moschea, a sua volta costruita sui resti di un tempio romano, iniziò nel XI secolo in stile romanico, con un pregevole chiostro; nel XII secolo fu completata in stile gotico, conservando solo il chiostro in stile romanico. La torre campanaria venne ultimata nel 1040, ma l'intero edificio fu completato solo nel XVII secolo. La navata è alta 35 metri e il campanile raggiunge i 70 metri.
L'interno mostra la grandiosa navata unica gotica, la più larga della cristianità dopo la basilica di San Pietro in Vaticano, coperta da una volta con archi diagonali sorretti da gruppi di colonnine. I contrafforti laterali della prima campata delimitano due cappelle per lato. Nella seconda campata, nei due settori prima di raggiungere il presbiterio, si aprono grandi finestre gotiche e, in basso, le finestre a lucernario che percorrono entrambe le pareti. Prima del presbiterio e chiudendo il fondo della navata maggiore, vi è un muro con un arco centrale e due laterali, più tre oculi, due più piccoli sulle tre finestrelle del lucernario e uno più grande al centro, in prossimità della volta. Le vetrate del presbiterio sono del XVI secolo, con il tema della vita della Vergine.
Le numerose cappelle sono ornate con pregevoli opere d'arte, fra i quali importanti (e piuttosto rari) retabli barocchi, come quello della prima cappella destra con l'Annunciazione, opera eseguita tra 1710 e 1725 circa da Pau Costa, uno dei più importanti scultori catalani dell'epoca barocca. La seconda cappella destra, invece,  del primo Quattrocento e dedicata a Sant'Isidoro, fu fondata dal vicario della cattedrale Dalmau de Raset per la propria sepoltura e per quella del fratello condottiero Bernat, la prima delle due, più importante, di stile gotico fiammeggiante. La cappella del Battistero, costruita nel 1470, contiene un fonte battesimale rinascimentale, opera del 1528 dello scultore francese Guido de Belljoc, fratello del capomastro della cattedrale Joan de Belljoc. La seguente cappella, trecentesca, custodisce un altro retablo barocco di Pau costa, del 1715 - 20 circa, recante al centro una copia anonima del San Michele Arcangelo di Guido Reni, santo a cui è dedicato il sacello. Nella cappella di Sant'Elena, costruita nel 1329, si conserva  il sepolcro della contessa Ermesinda di Carcassonne, moglie del conte di Barcellona, Gerona e Osona, Raimondo Borrell III e madre di Berengario Raimondo, morta nel 1057, risalente quindi alla seconda metà dell'XI secolo e qui trasferito nel 1385. 
Nel presbiterio è un baldacchino d'argento che copre l'altare maggiore, capolavoro di oreficeria realizzato tra il 1320 e il 1358 e il cosiddetto "Trono di Carlomagno", in realtà una cattedra vescovile, realizzata nel 1038 con un blocco unico di alabastro. 
Le cappelle seguono nel deambulatorio: la prima cappella presenta un grande retablo scolpito da Antoni Coll, colorito e dorato da Nicolau Mates, mentre i dipinti sono del francese Pere de la Rocha o Perris. 

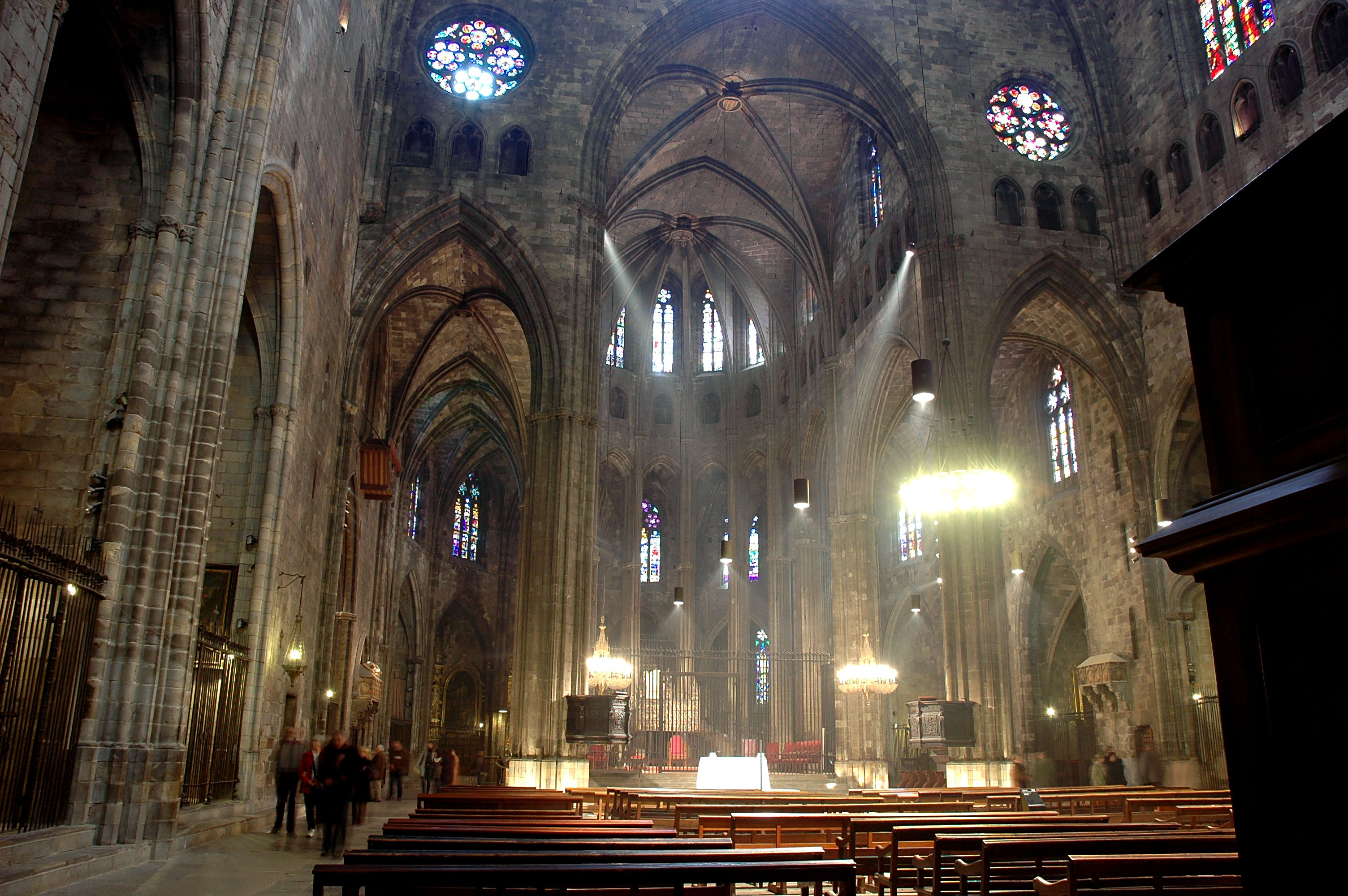
L'interno della cattedrale

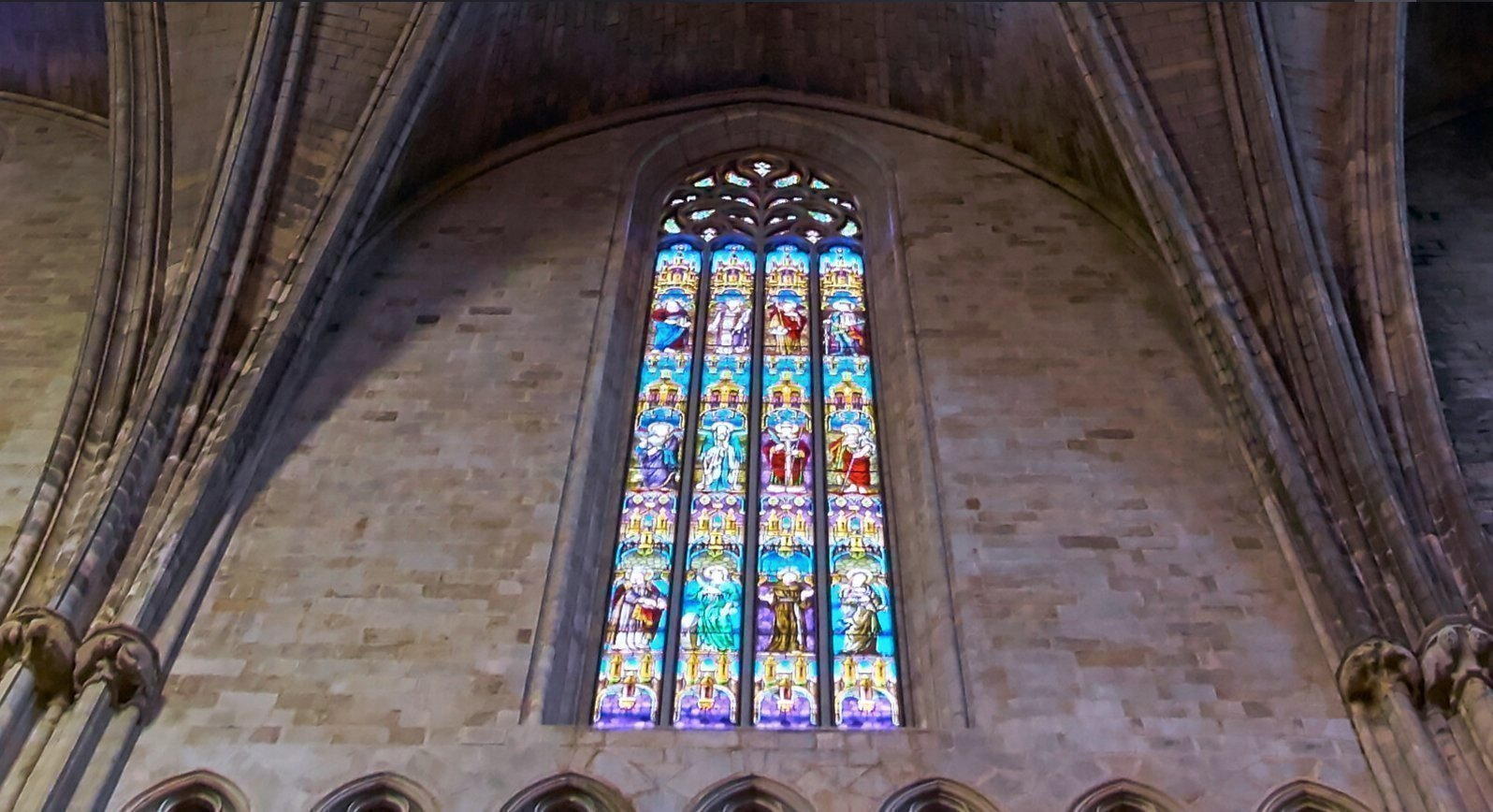
Una delle grandi vetrate sul lato nord, è alta 14 metri e larga 3 metri

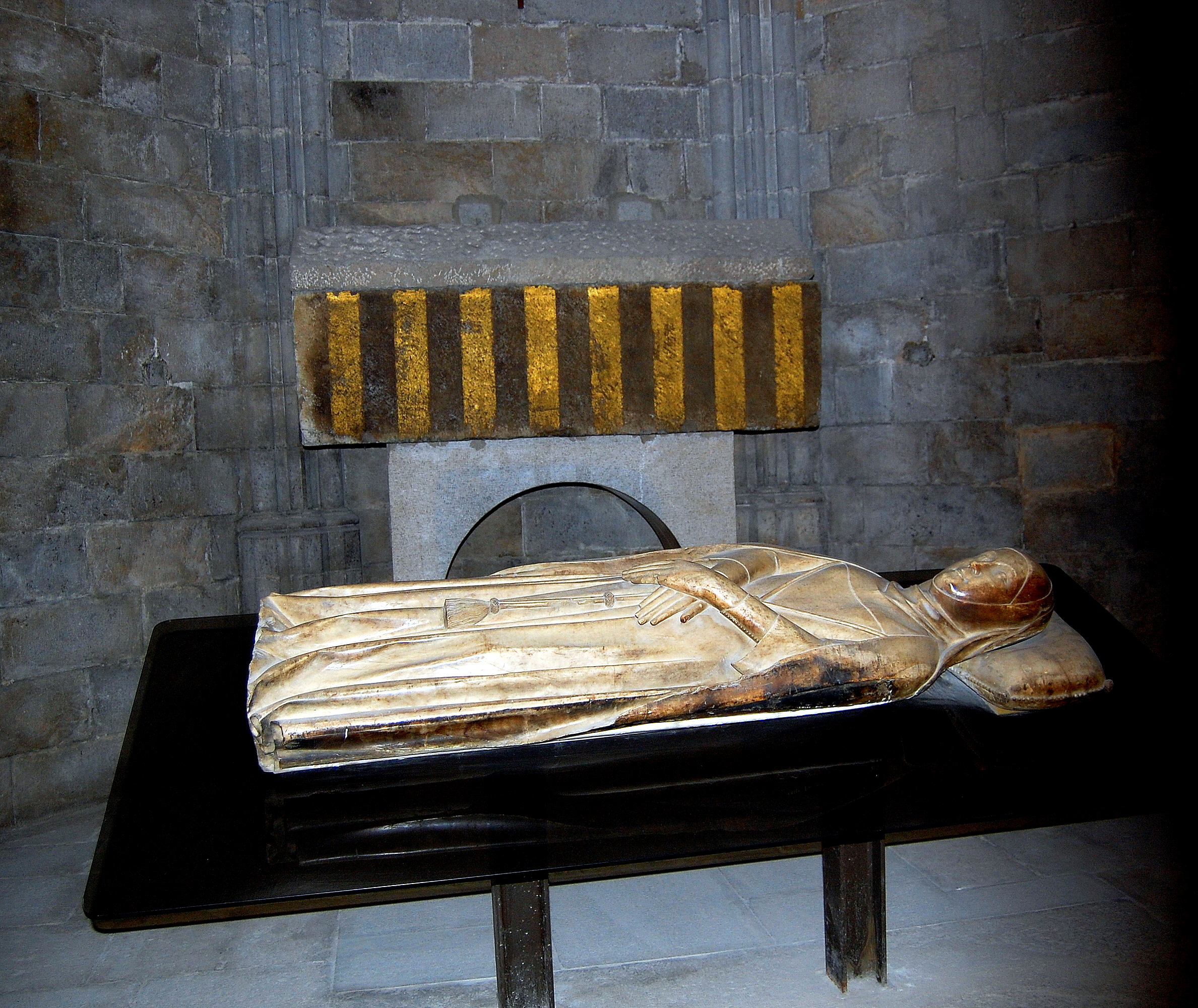
Sepolcro gotico di Ermesinda, con una sua scultura, opera di Guillem Morell; sul fondo, si può osservare il suo sepolcro romanico

Le sale capitolari sono state adibite a museo. Tra i tesori conservati vi sono numerosi arazzi e tappezzerie. Spicca per antichità e originalità il Tappeto della creazione (Tapís de la Creació), pezzo unico dell'epoca romanica. La creazione, con Cristo benedicente al centro è il tema centrale; intorno vi sono le raffigurazioni dei 4 venti, i mesi e i lavori dell'anno, il carro del Sole, della Luna e i fiumi del Paradiso. Nella parte inferiore, frammentaria, si riconoscono alcune scene del ritrovamento della croce di Cristo.
Va ricordato anche il vivacissimo codice del monaco e abate Beatus con le immagini dell'Apocalisse e del Libro di Daniele, uno dei tre manoscritti miniati superstiti dell'arte mozarabica del X secolo e il seggio episcopale in legno intarsiato, possente capolavoro del gotico catalano.